# 帝国：全面战争
《帝国：全面战争》是全面战争系列的第五部作品，由Creative Assembly制作，世嘉公司发行。这是该游戏系列里第一款有枪的全面战争，并加入了即时舰艇大战，引入了大批全新技术。游戏发生在大航海时代，武器配备包括枪械和火炮。

## 游戏性
《帝国：全面战争》的游戏重点是勘探、经济、政治、宗教、建立殖民地，并最终征服世界。游戏内容是发生在从1700年到19世纪初这段时期的国家间的战争与扩张，玩家可以选择并控制当时某一个国，并以此为根据地从而主宰欧洲、北非、美洲和印度。玩家与电脑AI将同时使用存在复杂的战略问题的地图中进行游戏，以及指挥军队在陆地和海洋作战。这作与以往的全面战争游戏一样，包括两个广泛的游戏领域：
- 回合制的地图模式，使玩家可以控制玩家的国家在全球范围内移动军队、开展外交、贸易、间谍活动或其他任务。
- 实时战斗模式，让玩家直接参與到任何战斗的过程中，并部署和指挥军队攻击。

在《帝国：全面战争》裡约有50个18世纪的国家，游戏是在有11个较强大的国家的时代开始的。在西欧，主要国家是大不列颠、法国、荷兰、西班牙和瑞典。而东欧的代表普鲁士、奥地利、俄罗斯和波兰立陶宛联邦。在中东，奥斯曼帝国是被描述为主导的伊斯兰國家，而马拉地邦联和莫卧儿帝国的主要权力点在印度大陆。新大陆殖民地的主要大国的代表是受保护的联盟和各自的保护国。小国家是包括不那么强大的德意志各邦和意大利各邦国、美洲原住民部落和一些北非国家。
不同地区的国家，优势和特色也不同。在游戏中会发生一些历史时间事件，如法国革命和美国独立，而游戏中的建筑单位与军队或其他特种单位都是完全参照描述当时的历史文献而刻画出来的，这都反映了这游戏的历史仿真度很高。
游戏中，公共关系比其前作发挥着更大的作用，如当玩家战斗的成败或领土的得失皆会影响玩家的国家地区幸福、革命、反政府与爱国指数会随着战争的成败而改变。

## 遊戲擴充包
在2009年6月22日，Steam平台發布帝國：全軍破敵的擴充包，以下載形式進行安裝，命名為《Empire Total War: Elite Units of the West》，是帝國：全軍破敵第一个遊戲新的擴充內容，須要線上購買，安裝為遊戲內容新增14個新士兵種類。
2009年9月，世嘉公司宣佈了遊戲第二个遊戲擴充包，命名為《Empire Total War: The Warpath Campaign》，需要線上購買下載，推出時間為2009年10月，安裝為遊戲內容新增五个新的派系、扩充北美地图、新增更多的精锐部队、两种新事务官，萨满以及斥候、新的部落科技以及為每个派系新增新的任务。
2009年9月，世嘉公司推出了一個專為遊戲的零售普通版而設計的遊戲擴充包，命名為《Empire Total War: Special Forces Units & Bonus Content》，需要線上購買下載，安裝為遊戲內容新增遊戲的零售特別版中專屬六個特別兵種單位及三個不同地區的零售版本中的一個專屬兵種單位，總共新增9種兵。
2009年12月，世嘉公司宣佈了遊戲第三個遊戲擴充包，命名為《Empire Total War: Elite Units of America》，需要線上購買下載，推出時間為2009年12月7日，價錢為3.25美金，安裝為遊戲內容為在美国、英国和法国部队中新增加了一部份新單位兵種，總共新增15種兵。
2010年2月，世嘉公司推出了第四個遊戲擴充包，命名為《Empire Total War: Elite Units of East》，需要線上購買下載，這將是帝國：全軍破敵的最後一個遊戲擴充包，安裝為遊戲內容將新增12個士兵種類，主要為鄂圖曼土耳其帝國和馬拉地王國等東方文明的兵種。

## 優缺點

### 優點
- 侵略會造成外交關係下滑（僅限歐洲國家），使用純暴力的國家很難維持。
- 民眾會對國家的情勢有所關切（打勝仗會使秩序增加、敗仗則會下降）。
- 新的科技研究，使得技術不再限於建築升級。
- 再次出現的革命系統，端視參與革命的社會階層，革命後的政體也會有所不同（君主專制、君主立憲、民主共和）。
- 優異的海戰系統：不同的砲彈、特殊艦種及貿易商船都完整的呈現。
- 城外建築：使得遊擊戰變得可行。

### 缺點
- 建築變得過度簡化，除了外貌和名稱，基本上每個國家的建築發展都是相同的。
- 歐洲國家的部隊僅有些許不同，有不少只是外表不同而已。
- AI過於好戰而不顧自身實力及戰況。
- 陸戰跟海戰比起來顯得粗糙許多。
- 火槍過於精準，使得歷史上刺刀以及重騎兵應有的重要程度大幅下滑。
- AI的協商能力很低，會做出不合邏輯的舉動。

### 玩家評論
- 遊戲沒有突出強勢國家士兵的優勢。
- 士兵的裝備不合乎歷史，其實帝國時期的士兵不流行背著背包上陣，而軍官應該是手持長矛而不是劍。
- 有玩家批評遊戲的槍炮聲不真實也不夠大聲，所以很多人都放出加大聲音和改變聲音的MOD。
- 遊戲的AI設計不良，不會進行快速的研究科技、進攻等，難度比起前作（中世紀2：全面戰爭）容易許多。
- 各国军队的军服样式有误，相同兵种从1700年到1799年间军服样式没有任何变化。
- 被認為是在推出《拿破崙：全面戰爭》前急就章的作品。

## 参看
- 拿破仑：全面战争